# Ромањано (Римини)
Ромањано је насеље у Италији у округу Римини, региону Емилија-Ромања.
Према процени из 2011. у насељу је живело 352 становника. Насеље се налази на надморској висини од 236 м.